# Ectoedemia obrutella
Ectoedemia obrutella là một loài bướm đêm thuộc họ Nepticulidae. Nó được tìm thấy ở Texas.